# 郡上市立明宝小学校
郡上市立明宝小学校 （ぐじょうしりつ めいほうしょうがっこう）は、岐阜県郡上市にある公立小学校。

## 概要
- 通学区域は明宝地区全域である。公立中学校の進学先は郡上市立明宝中学校である[1]。
- 1973年に奥明方小学校、寒水小学校、奥住小学校を統合した学校である。

## 沿革
- 1973年（昭和48年） - 奥明方小学校、奥住小学校、寒水小学校が統合され、明方村立明方小学校が開校。旧・奥明方小学校、旧・奥住小学校、旧・寒水小学校の校舎を分教場として使用。
- 1974年（昭和49年） - 現在地に校舎、体育館が完成。分教場を廃止。
- 1979年（昭和54年） - プールが完成。
- 1992年（平成4年）4月1日 - 明方村が明宝村に改称する。同時に明宝村立明宝小学校に改称する。
- 2004年（平成16年）3月1日 - 八幡町、大和町、白鳥町、高鷲村、美並村、明宝村、和良村が合併し郡上市が発足。同時に郡上市立明宝小学校に改称する。
- 2022年（令和4年）4月1日 - 郡上市立小川小学校を統合する。

## 参考資料
- 明宝村史　通史編 下巻 P529-585